# حزب التقدم (النرويج)
حزب التقدم (بالنرويجية: Fremskrittspartiet واختصاراً FrP) هو حزب سياسي في النرويج، يمكن نسبته إلى الليبرالية الكلاسيكية (التحررية) أو الليبرالية المحافظة. يصنِّف الأكاديميون الحزب على أنه حزب نيوليبرالي شعبوي، في حين يرفض الحزب نفسه - وكذلك رئيسة الوزراء النرويجية إرنا سولبرغ وأحزاب الوسط وآخرين - المقارنة بينه وبين الأحزاب اليمينية الشعبوية في الدول الأخرى. أصبح حزب التقدم حزباً حاكماً لأول مرة بعد الانتخابات البرلمانية لعام 2013 والتي انضم على إثرها إلى الحكومة الائتلافية مع حزب المحافظين.
يضم الحزب حوالي 15 ألف عضو (2017)، وزعيمه الحالي السياسية المثيرة للجدل سيلفي ليستهاوغ، التي اختيرت بالتزكية لرئاسة FrP في الاجتماع الوطني للحزب يوم 8 مايو 2021.

## التاريخ

### حزب أنديش لانغه
أَسس أنديش لانغه الحزب في عام 1973 كحركة احتجاجية مقاوِمة للضرائب، وسُمّي الحزب باسمه «حزب أنديش لانغه» لعدة سنوات.
فاز الحزب بنسبة 5% من الأصوات في الانتخابات البرلمانية لعام 1973، وحصل على أربعة مقاعد في البرلمان النرويجى. وفي وقت لاحق قدّر الباحثون أن أسباب ذلك النجاح هي مزيج من الاحتجاجات الضريبية وكاريزما أنديش لانغه ودور الإعلام وانعكاسات استفتاء العضوية في المجموعة الأوربية عام 1972 وأخيرا التطورات السياسية في الجارة الدنمارك.

### حزب التقدم وكارل هاغن
في عام 1974 توفي لانغه وحصل كارل هاغن على مقعده في البرلمان ثم زعامة الحزب عام 1978. غيَّر الحزب اسمه إلى الاسم الحالي - التقدم - بعد النجاح الذي حققه حزب التقدم في الدنمارك. قام هاغن بتوسيع الحزب وإعطائه صورة حزب تقليدي يرتكز بالأساس على معارضة الضرائب المرتفعة.
حتى عام 1985 تراوح تمثيل الحزب بين صفر وأربعة نواب برلمانيين. وجاء أول ظهور حقيقي للحزب في السياسة النرويجية في الانتخابات المحلية عام 1987 عندما ضاعف الحزب نسبته تقريبا من 6.3٪ إلى 12.3٪. وكان السبب الأساسي لذلك إدخال ملف الهجرة للمرة الأولى على جدول أعمال الحزب (على الرغم من أن هاغن قد سبق له في أواخر السبعينيات أن دعا إلى سياسة تقييدية صارمة للهجرة)، حيث تركّزت حملته بشكل رئيسي على قضية طالبي اللجوء، وساعد في ذلك ما عُرف بخطاب مصطفى سيئ السمعة. حصل التقدم في انتخابات 1989 على 13٪ من الأصوت - قفزاً من 3.7٪ في عام 1985- ليصبح ثالث أكبر حزب في النرويج، مع تقدم واضح في الانتخابات المحلية.
شهدت الانتخابات البرلمانية لعام 1993 تراجع دعم الحزب إلى 6.3٪ وتراجع تمثيله البرلماني إلى عشرة أعضاء، وكان ذلك أساساً نتيجة خلاف داخلي أدى في النهاية إلى انشقاق الداعين للتخلي عن مسألة الهجرة من الحزب. وقد اعتبر باحثو العلوم السياسية هذه الأحداث نقطة تحول للحزب، حيث ظهر حزب التقدم على إثرها بمظهر يميني شعبوي أكثر وضوحاً، مما أدى إلى حصوله على مكاسب انتخابية ضخمة. ففي الانتخابات البرلمانية لعام 1997 حصل على 15.3٪ من الأصوات، وأصبح لأول مرة ثاني أكبر حزب سياسي في النرويج، مع مكاسب في الانتخابات المحلية اللاحقة.

### حكومة بونديفيك الثانية
في الانتخابات البرلمانية لعام 2001 تراجع حزب التقدم عن بعض مكاسبه ليحصد 14.6٪ من الأصوات وأصبح تمثيله البرلماني 26 عضواً فقط. ورغم ذلك فقد سمحت نتائج الانتخابات لهم بالإطاحة بحكومة حزب العمال واستبدالها بحكومة ائتلاف من الأقلية يرأسها شيل ماغنه بونديفيك مكوَّنة من الحزب الديمقراطى المسيحى وحزب المحافظين والحزب الليبرالي. ورغم رفض الأحزاب الثلاثة الأخرى انضمام حرب التقدم إلا أنه قرر في نهاية المطاف أن يسمح باستمرار الائتلاف.
نجح الائتلاف الأحمر والأخضر في انتخابات 2005 أن يحصل على الأغلبية ويشكّل الحكومة برئاسة ينس سولتنبرغ، لكن حزب التقدم حافظ على مركزه كثاني أكبر حزب في البرلمان النرويجي بحصوله على 22.1٪ من الأصوات و38 مقعداً برلمانياً.

### سيف ينسن (2006 -2021)

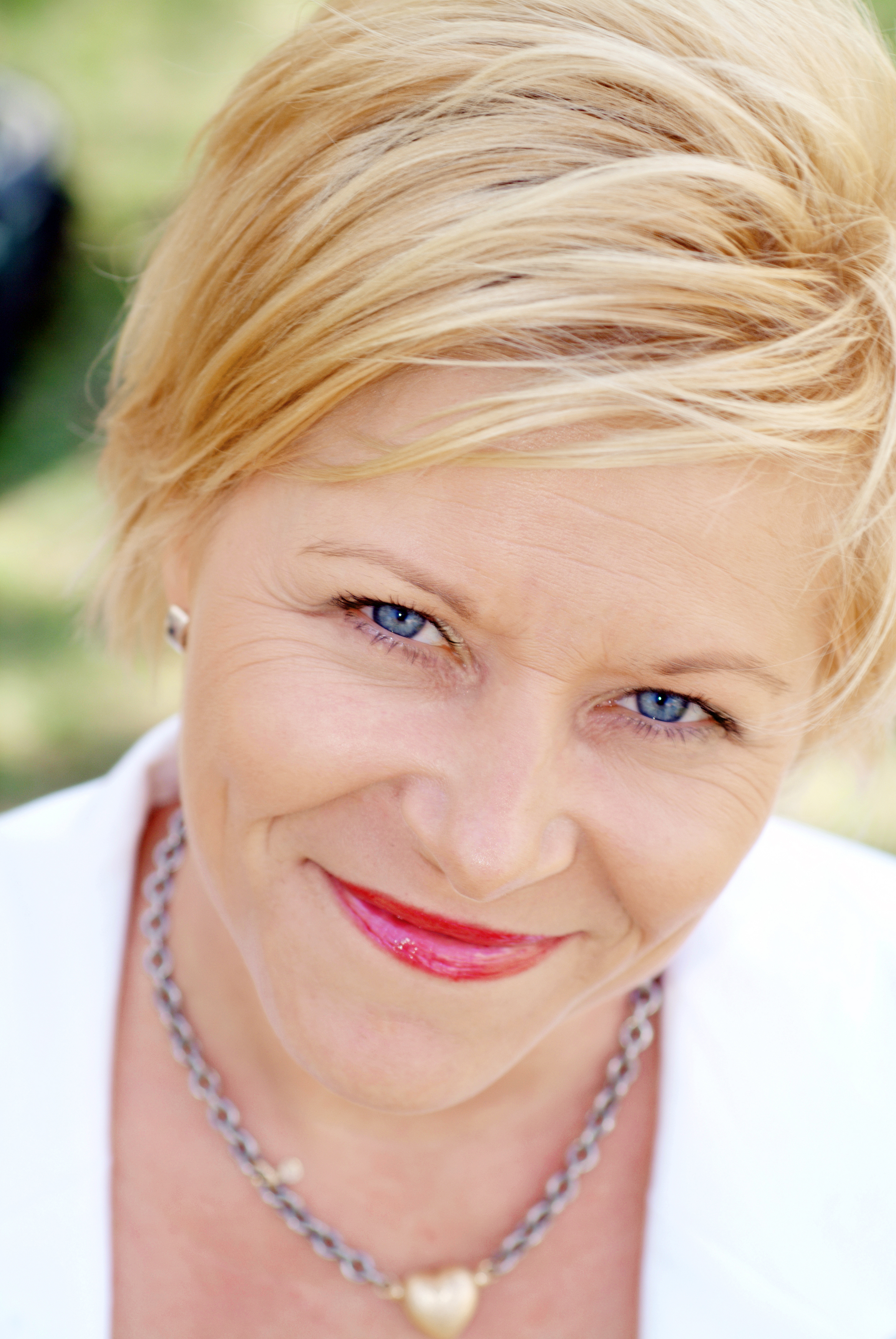
سيف ينسن: زعيمة الحزب (2006-2021)

لفترة طويلة - 27 عاما - كان كارل هاغن زعيما للحزب بلا منازع، وكان يسيطر شخصيا على أيديولوجية وتوجه الحزب بطرق شتى. وفي عام 2006 تنحّى هاغن عن زعامة الحزب ليصبح نائباً لرئيس البرلمان النرويجي، واختيرت سيف ينسن خلَفاً له، على أمل أن تتمكن من زيادة شعبية الحزب بين الناخبين وبناء جسور مع الأحزاب الليبرالية المحافظة بهدف رئاسة حكومة مستقبلية أو المشاركة فيها.
حصل الحزب في انتخابات 2009 البرلمانية على أفضل نتائج في تاريخه بنسبة 22.9٪ من الأصوات، وجاء في المركز الثاني بعد حزب العمال. ثم تراجع إلى المركز الثالث في انتخابات 2013 البرلمانية، لكنه نجح أن يصبح حزباً حاكماً لأول مرة بانضمامه إلى الحكومة الائتلافية مع حزب المحافظين برئاسة إرنا سولبرغ، والتي تولّت فيها سيف ينسن منصب وزير المالية. وفي انتخابات 2017 احتفظ الحزب بترتيبه الثالث (بنسبة 15.2٪) ومكانه في الحكومة الائتلافية، والتي انسحب منها عام 2020 اعتراضًا على إعادة مواطن نرويجي تطوع في تنظيم الدولة الإسلامية إلى النرويج لاعتبارات إنسانية. أعلنت ينسن انسحابها اختياريًا من رئاسة الحزب في فبراير 2021.

## الإيديولجيا
يصف حزب التقدم نفسه بحزب الشعب الليبرالي، ويصنِّف إيديولوجيته بالليبرالية الكلاسيكية أو الليبرالية المحافظة. يؤكد الحزب على مبادئ الحرية الفردية ويدعم ليبرالية السوق ويدعو إلى تقليص البيروقراطية والقطاع العام، في حين يقترح أيضاً زيادة الإنفاق من صندوق النفط العام النرويجي للاستثمار في البنية التحتية. كما يرغب في زيادة أعداد أفراد الشرطة وتواجدهم في الشارع.

### الهجرة
يسعى حزب التقدم إلى تطبيق سياسة أكثر تقييداً للهجرة وسياسة اندماج أكثر صرامة للمهاجرين الجدد. ففي عام 2008 أعلن الحزب رغبته في «تجنب الأميين وغيرهم من المجموعات ضعيفة الموارد التي نرى أنها غير قادرة على التكيف في النرويج، والتي تتضمن بلدان مثل الصومال وأفغانستان وباكستان». وفي عام 2009 اقترح هدفاً رسمياً للحد من طالبي اللجوء المقبولين بنحو 90٪ وهي المعايير المُستخدمة في الدنمارك وفنلندا وقتها. ويعارض الحزب السماح لطالبي اللجوء بالبقاء في النرويج لأسباب إنسانية أو بسبب مشاكل صحية، ويسعى إلى الحد بشكل كبير من عدد لم شمل الأُسَر. كما دعا الحزب إلى إجراء استفتاء حول السياسة العامة للهجرة والاندماج في النرويج، التي يدّعي بأنها سياسة ساذجة.

### السياسة الخارجية
يؤيد الحزب العولمة ويدعم الناتو والعلاقات القوية عبر الأطلسي (خاصة مع الولايات المتحدة). وبعد أن كان محايداً بخصوص عضوية النرويج في الاتحاد الأوروبي لسنوات عديدة، اعتمد الحزب رسمياً في 2016 موقفاً معارِضاً للعضوية.
يُعتبر حزب التقدم أكبر مؤيدي إسرائيل من بين جميع الأحزاب السياسية الرئيسية في النرويج. فقد دعم مؤخراً حق إسرائيل في الدفاع عن نفسها ضد الهجمات الصاروخية من حماس، وكان الحزب الوحيد في النرويج الذي دعم إسرائيل في حربها على غزة عامي 2008-2009. كما يرغب  في نقل السفارة النرويجية في إسرائيل من تل أبيب إلى القدس. كما يشكِّل أعضاء الحزب في البرلمان غالبية أعضاء جمعية «البرلمانيين النرويجيين أصدقاء إسرائيل».
بعد أحداث السابع من أكتوبر 2023 حافظ الحزب على موقفه التقليدي المؤيّد لإسرائيل خلال العدوان الإسرائيلي على غزة، حيث أيّد حق إسرائيل في "الدفاع عن نفسها"، كما انتقدت رئيسة الحزب سيلفي ليستهاوغ قرار الحكومة النرويجية الاعتراف بدولة فلسطين، معتبرةً أنه "يكافئ حماس على أعمالها الإرهابية". وكذلك عارَض الحزب الدعوات لوقف المساعدات لوكالة الأمم المتحدة لغوث وتشغيل اللاجئين الفلسطينيين (الأونروا) بسبب مزاعم ارتباط بعض موظفيها بحماس، ولكنه دعا إلى تجميد الدعم المالي لها حتى اكتمال التحقيقات.